# 刘宽 (东汉)
刘宽（120年—185年），字文饶，東漢弘農郡華陰縣（今陝西省華陰縣）人。
刘宽父親是漢順帝時期的司徒刘崎，漢高帝二哥劉喜的後裔。漢桓帝時被大將軍梁冀征辟，官至司徒長史、東海國相。延熹八年（165年）担任尚書令，南陽郡太守。漢靈帝時為太中大夫、侍中、光祿勳，官至车骑将军、特进、逯乡侯。176年－177年、179年－181年兩次擔任太尉。中平二年（185年），刘宽去世，謚號昭烈。子刘松袭爵。

## 延伸阅读
[在维基数据编辑]
 《後漢書/卷25》，出自范晔《後漢書》